# Paolo Conte
Paolo Conte (Asti, 6 januari 1937) is een Italiaanse zanger, componist en tekstschrijver van liedjes voor andere zangers en later voor zichzelf. Zijn schorre stem verleent een speciale charme aan zijn treurige, soms melancholische teksten. Hij componeerde filmmuziek en een musical, Razmataz. Als beeldend kunstenaar had hij tentoonstellingen in Londen van zijn grafiek en schilderijen. Paolo Conte studeerde rechten en was advocaat.

## Biografie

### Jazzmusicus en componist-tekstdichter
Hij was de zoon van een notaris en een telg uit een familie van landeigenaren. Voor zijn vierde kreeg hij al pianoles, samen met zijn broer Giorgio, die ook zanger en liedjesschrijver zou worden. Hij leerde daarnaast de vibrafoon en de kazoo bespelen. Van jongs af aan was Paolo Conte al geïnteresseerd in de diverse stromingen binnen de jazzmuziek. In zijn studententijd speelde hij als vibrafonist in het jazzorkest Taxi For Five. Met zijn Paul Conte Quartet maakt hij zonder succes zijn eerste grammofoonplaat in 1962, een ep voor RCA Italiana. Andere jazzplaten volgden. In de jaren zestig zong hij aanvankelijk niet zelf maar was hij (deels samen met zijn broer) liedjesschrijver voor Bruno Lauzi en Adriano Celentano, en verder vertolkten ook Patty Pravo, Johnny Halliday en Shirley Bassey zijn nummers.

### Van muzikant naar zanger
Pas in de jaren 70 kwam Paolo Conte ertoe om zelf te zingen en te spelen. Zelf vond hij zijn zang op proefopnames verre van geweldig, maar producer Lilly Greco hoorde echter wel degelijk het talent van de praktiserend advocaat en hielp hem op weg. Het eerste studioalbum verscheen in 1974 heette eenvoudigweg Paolo Conte. In 1979 werd Un Gelato al Limone (citroenijs) een grote hit maar de wereldwijde doorbraak kwam met Max (1987) waarin hij een pas overleden vriend bezingt.
De teksten vol associaties en impressionisme gezongen met een monotone (brommende en mompelende) stem, soms sober dan weer uitbundig begeleid door zijn muzikanten spreken vele mensen aan. Er volgt een lange reeks van studio- en livealbums. In 2005 komt de dvd 'Arena di Verona' uit, opgenomen in dezelfde stad waarin Paolo Conte op 18 december 1976 voor zo'n tweehonderd geïnteresseerden zijn eerste concert geeft.
In 2008 verscheen een nieuw album, Psiche, wat aanleiding was voor een kleine tournee begin 2009 waarbij hij ook Nederland en België aandeed.

## Discografie

### Albums
| Album met eventuele hitnotering(en) in de Nederlandse Album Top 100 | Datum van verschijnen | Datum van binnenkomst | Hoogste positie | Aantal weken | Opmerkingen   |
| ------------------------------------------------------------------- | --------------------- | --------------------- | --------------- | ------------ | ------------- |
| Paolo Conte                                                         | 1974                  | -                     |                 |              |               |
| Paolo Conte                                                         | 1975                  | -                     |                 |              |               |
| Un gelato al limon                                                  | 1979                  | -                     |                 |              |               |
| Paris milonga                                                       | 1981                  | -                     |                 |              |               |
| Appunti di viaggio                                                  | 1982                  | -                     |                 |              |               |
| Paolo Conte                                                         | 1984                  | 30-05-1987            | 32              | 12           |               |
| Aguaplano                                                           | 1987                  | 16-01-1988            | 3               | 15           |               |
| Collezione                                                          | 1988                  | 20-02-1988            | 2               | 32           | Verzamelalbum |
| Jimmy balando                                                       | 1988                  | 01-10-1988            | 36              | 9            |               |
| Concerti                                                            | 1985                  | 24-06-1989            | 52              | 9            | Livealbum     |
| Live                                                                | 1988                  | 03-03-1990            | 43              | 10           | Livealbum     |
| Parole d'amore scritte a macchina                                   | 1990                  | 24-11-1990            | 68              | 13           |               |
| Wanda, stai seria con la faccia ma però                             | 1992                  | -                     |                 |              | Verzamelalbum |
| '900                                                                | 1992                  | -                     |                 |              |               |
| Tournée                                                             | 1993                  | -                     |                 |              | Livealbum     |
| Collezione                                                          | 1994                  | 08-10-1994            | 62              | 5            | Verzamelalbum |
| Una faccia in prestito                                              | 1995                  | -                     |                 |              |               |
| The best of                                                         | 1996                  | 10-01-1998            | 33              | 57           | Verzamelalbum |
| Tournée 2                                                           | 1998                  | -                     |                 |              | Livealbum     |
| Razmataz                                                            | 2000                  | -                     |                 |              |               |
| Rêveries                                                            | 2003                  | -                     |                 |              | Verzamelalbum |
| Elegia                                                              | 05-11-2004            | 19-03-2005            | 78              | 1            |               |
| Paolo Conte Live Arena di Verona                                    | 2005                  | -                     |                 |              | Livealbum     |
| Wonderful                                                           | 2006                  | -                     |                 |              | Verzamelalbum |
| Psiche                                                              | 19-09-2008            | -                     |                 |              |               |
| Nelson                                                              | 11-10-2010            | -                     |                 |              |               |
| Gong-oh - Best of                                                   | 08-11-2011            | -                     |                 |              | Verzamelalbum |
| Snob                                                                | 2015                  | -                     |                 |              |               |

Paolo Conte Live in Caracalla 2019
| Album met hitnotering(en) in de Vlaamse Ultratop 200 albums | Datum van verschijnen | Datum van binnenkomst | Hoogste positie | Aantal weken | Opmerkingen |
| ----------------------------------------------------------- | --------------------- | --------------------- | --------------- | ------------ | ----------- |
| Elegia                                                      | 2004                  | 27-11-2004            | 95              | 1            |             |
| Psiche                                                      | 2008                  | 04-10-2008            | 90              | 1            |             |

### Singles
| Single met eventuele hitnotering(en) in de Nederlandse Top 40 | Datum van verschijnen | Datum van binnenkomst | Hoogste positie | Aantal weken | Opmerkingen                 |
| ------------------------------------------------------------- | --------------------- | --------------------- | --------------- | ------------ | --------------------------- |
| Gli impermeabili                                              | 1984                  | 13-06-1987            | 30              | 4            | Nr. 39 in de Single Top 100 |
| Max                                                           | 1988                  | 30-01-1988            | 6               | 9            | Nr. 10 in de Single Top 100 |
| Aguaplano                                                     | 1988                  | 07-05-1988            | tip17           | -            | Nr. 54 in de Single Top 100 |
| Happy feet                                                    | 1991                  | 09-02-1991            | tip17           | -            | Nr. 82 in de Single Top 100 |

| Single met hitnotering(en) in de Vlaamse Ultratop 50 | Datum van verschijnen | Datum van binnenkomst | Hoogste positie | Aantal weken | Opmerkingen                 |
| ---------------------------------------------------- | --------------------- | --------------------- | --------------- | ------------ | --------------------------- |
| Max                                                  | 1988                  | -                     |                 |              | Nr. 14 in de Radio 2 Top 30 |

### NPO Radio 2 Top 2000
| Nummers met noteringen in de NPO Radio 2 Top 2000 | '99 | '00 | '01 | '02 | '03 | '04 | '05 | '06 | '07 | '08 | '09  | '10 | '11 | '12  | '13 | '14 | '15 | '16 | '17 | '18  | '19  | '20  | '21  | '22  | '23  | '24  |
| ------------------------------------------------- | --- | --- | --- | --- | --- | --- | --- | --- | --- | --- | ---- | --- | --- | ---- | --- | --- | --- | --- | --- | ---- | ---- | ---- | ---- | ---- | ---- | ---- |
| Gli impermeabili                                  | -   | -   | -   | -   | -   | -   | -   | -   | -   | -   | 1946 | -   | -   | 1721 | -   | -   | -   | -   | -   | -    | -    | -    | -    | -    | -    | -    |
| Max                                               | 643 | 636 | 495 | 783 | 498 | 678 | 712 | 770 | 882 | 702 | 521  | 411 | 566 | 527  | 630 | 503 | 501 | 468 | 478 | 1102 | 1257 | 1182 | 1142 | 1297 | 1486 | 1562 |

1. ↑  Een '-' betekent dat het nummer niet was genoteerd en een vetgedrukt getal geeft de hoogste notering van een nummer aan.

## Liedjes geschreven door Paolo Conte voor anderen
Teksten die eerst door Conte zijn gezongen en later door anderen zijn hier niet opgenomen.
| Jaar | Titel                                                 | Tekstdichter(s)                    | Componist                    | Zangers                          |
| ---- | ----------------------------------------------------- | ---------------------------------- | ---------------------------- | -------------------------------- |
| 1965 | L'ultimo giorno                                       | Giorgio Calabrese                  | Paolo Conte e Giorgio Conte  | Carla Boni                       |
| 1966 | Chi era lui                                           | Mogol e Miki Del Prete             | Paolo Conte                  | Adriano Celentano                |
| 1967 | La coppia più bella del mondo                         | Luciano Beretta e Miki Del Prete   | Paolo Conte e Michele Virano | Adriano Celentano e Claudia Mori |
| 1967 | Quando io sarò partita                                | Mogol                              | Paolo Conte                  | Gigliola Cinquetti               |
| 1967 | Grin grin grin                                        | Vito Pallavicini e Franco Califano | Paolo Conte                  | Carmen Villani                   |
| 1968 | Il fuoco brucia                                       | Vito Pallavicini e Glassberg       | Paolo Conte                  | Arthur Conley                    |
| 1968 | Azzurro                                               | Vito Pallavicini                   | Paolo Conte e Michele Virano | Adriano Celentano                |
| 1968 | Insieme a te non ci sto più                           | Vito Pallavicini                   | Paolo Conte                  | Caterina Caselli                 |
| 1968 | Il dolce volo                                         | Vito Pallavicini                   | Paolo Conte                  | Caterina Caselli                 |
| 1969 | Tripoli '69                                           | Vito Pallavicini e Miki Del Prete  | Paolo Conte e Michele Virano | Patty Pravo                      |
| 1970 | Messico e nuvole                                      | Vito Pallavicini                   | Paolo Conte e Michele Virano | Enzo Jannacci                    |
| 1970 | Indianapolis                                          | Vito Pallavicini                   | Paolo Conte                  | Thim                             |
| 1970 | Il sapone, la pistola, la chitarra e altre meraviglie | Vito Pallavicini                   | Paolo Conte                  | Equipe 84                        |
| 1971 | Santo Antonio, Santo Francisco                        | Vito Pallavicini                   | Paolo Conte                  | Piero Focaccia, Mungo Jerry      |
| 1971 | Una giornata al mare                                  | Vito Pallavicini                   | Paolo Conte e Giorgio Conte  | Equipe 84                        |
| 1977 | Monticone                                             | Paolo Conte                        | Paolo Conte                  | Gipo Farassino                   |
| 1981 | Argentina                                             | Paolo Conte                        | Paolo Conte                  | Bruno Lauzi                      |
| 1981 | Vamp                                                  | Paolo Conte                        | Paolo Conte                  | Gabriella Ferri                  |
| 1981 | Sola contro un record                                 | Paolo Conte                        | Paolo Conte                  | Gabriella Ferri                  |
| 1981 | Non piangere                                          | Paolo Conte                        | Paolo Conte                  | Gabriella Ferri                  |
| 1981 | Non ridere                                            | Paolo Conte                        | Paolo Conte                  | Gabriella Ferri                  |
| 1985 | Spaccami il cuore                                     | Paolo Conte                        | Paolo Conte                  | Mia Martini                      |
| 1986 | D'Artagnan                                            | Paolo Conte                        | Red Canzian                  | Red Canzian                      |
| 2005 | L'indiano                                             | Paolo Conte                        | Paolo Conte                  | Adriano Celentano                |

## Trivia
- Het nummer Via con me (Ga met mij mee) werd gebruikt in reclame voor Brand-bier. In de reclame laat een man twee slakken een snelheidswedstrijd houden, terwijl hij het betreffende bier drinkt.
- Het nummer Colleghi Trascurati (Slonzige Collega's) werd gebruikt als indicatief bij het VRT-programma Confidenties in Toscane.